# Anna Diamandopoulou
Anna Diamandopoulou (Grieks: Άννα Διαμαντοπούλου) (Kozani, 26 februari 1959), is een Grieks parlementslid namens de Panhelleense Socialistische Beweging PASOK en sinds 4 oktober 2009 minister voor Onderwijs en Religieuze Zaken.
Van 1999 tot 2004 was ze lid van de Europese commissie voor Werkgelegenheid, Sociale zaken en Industrie.
- Gemeinsame Normdatei: 13980918X
- International Standard Name Identifier: 0000 0003 8254 6738
- Library of Congress Control Number: n2008000426
- Nationale Bibliotheek van Polen: a0000003786142
- Parlement.com: vgg41g1vo2jd
- Système universitaire de documentation: 085212717
- Virtual International Authority File: 265955225
- WorldCat: E39PBJrrBDwgtbqkgBbQPtCbBP